# Krzysztof Zaremba (elektronik)
Krzysztof Ryszard Zaremba (ur. 7 stycznia 1958 w Radomiu) – polski elektronik, profesor nauk technicznych specjalizujący się w elektronice jądrowej oraz inżynierii biomedycznej, rektor Politechniki Warszawskiej w kadencjach 2020–2024 i 2024–2028.

## Życiorys
Syn Ryszarda. Absolwent VI Liceum Ogólnokształcącego im. Jana Kochanowskiego w Radomiu w 1976. W 1981 ukończył studia magisterskie na Wydziale Elektroniki Politechniki Warszawskiej i w tym samym roku został asystentem w Instytucie Radioelektroniki Politechniki Warszawskiej. Doktoryzował się w 1990 na podstawie pracy pt. Detektor elektronów konwersji z podwójnym obszarem wyładowań do spektrometrii efektu Mossbauera przygotowanej pod kierunkiem Zdzisława Pawłowskiego. Habilitację z elektroniki uzyskał w 2003 na podstawie monografii pt. Wybrane radiacyjne metody badania składu tkanek i płynów ustrojowych. Tytuł profesora otrzymał w 2012.
W 2002 objął urząd prezesa oddziału warszawskiego Polskiego Towarzystwa Fizyki Medycznej. W 2003 został kierownikiem Zakładu Elektroniki Jądrowej i Medycznej PW, które to stanowisko piastował do 2016. Dziekan Wydziału Elektroniki i Technik Informacyjnych Politechniki Warszawskiej w kadencjach 2012–2016 i 2016–2020. 25 czerwca 2020 wybrany rektorem PW w kadencji 2020–2024. 21 marca 2024 został wybrany ponownie, na kadencję 2024–2028.
Odznaczony Złotym Krzyżem Zasługi (1999). W 2014 został odznaczony Medalem Komisji Edukacji Narodowej, a w 2020 Krzyżem Kawalerskim Orderu Odrodzenia Polski. Ponadto był wielokrotnie wyróżniany przez rektora Politechniki Warszawskiej, a w 1988 przez ministra Edukacji Narodowej.

## Działalność naukowa
Początkowo Krzysztof Zaremba skupił się na zagadnieniach związanych z elektroniką jądrową, w szczególności systemach pomiarowych do badań radiacyjnych i konstrukcji detektorów promieniowania. W latach 1989–1990 odbył stypendium w ośrodku CERN w Genewie. Został wówczas członkiem CERN, z którym podjął długotrwałą współpracę. W ramach niej aktywnie uczestniczył w szeregu eksperymentów i stworzył kilkadziesiąt publikacji. Realizowane projekty dotyczyły budowy układów elektronicznych i detektorów, a także metod analizy danych eksperymentalnych. Z kolei w dziedzinie inżynierii biomedycznej badał zastosowania rentgenowskiej analizy fluorescencyjnej w medycynie, jak również techniki analizy stopnia mineralizacji tkanki kostnej. W późniejszym czasie zajmował się koherencyjną tomografią optyczną w zakresie badań ciśnienia śródgałkowego oraz oceny stanu siatkówki, jak również optyczną tomografią dyfuzyjną pod kątem badań czynnościowych mózgu. Brał także udział w pracach nad analizą danych w genomice oraz proteomice.
Jest autorem i współautorem co najmniej 270 publikacji. Publikował prace w czasopismach „Physical Review Letters”, „Nuclear Instruments and Methods in Physics Research”, „Nuclear Physics”. Od 2007 należy do komitetu redakcyjnego czasopisma „Polish Journal of Medical Physics and Engineering”.

## Życie prywatne
Jest żonaty i ma dwoje dzieci.